# Mino Guerrini
Mino Guerrini (16 de diciembre de 1927 – 10 de enero de 1990) fue un pintor y director, actor y guionista cinematográfico de nacionalidad italiana.

## Biografía
Nacido en Roma, Italia, su verdadero nombre era Giacomo Guerrini. Fue fundador, junto a Carla Accardi, Ugo Attardi, Pietro Consagra, Piero Dorazio, Achille Perilli, Antonio Sanfilippo y Giulio Turcato, del movimiento artístico de vanguardia Gruppo Forma 1, de inspiración marxista, y en 1948 participó en la Exposición  Nacional de Bellas Artes llevada a cabo en Roma.
Poco tiempo después Mino Guerrini dejó la pintura para dedicarse al periodismo y al cine. Como cineasta, Guerrini entró en la industria en 1954 siendo guionista del film de Marcello Pagliero Vergine moderna; tras varias colaboraciones (entre ellas el guion de la cinta de Mario Bava La ragazza che sapeva troppo) debutó como director con un episodio de Amore in quattro dimensioni, iniciando una prolífica carrera, centrada principalmente en el campo de la comedia. Entre sus películas se recuerdan Le miniere del Kilimangiaro (1986), Ragazza alla pari (1976) y Oh dolci baci e languide carezze (1969), así como la serie cómica dedicada al Coronel Buttiglione, de la cual dirigió cuatro episodios.
Además de guionista y director, Guerrini fue también actor de carácter, actuando e menudo en sus propias películas. Como intérprete es quizás más conocido por su papel de Nino en la cinta de Damiano Damiani La rimpatriata.
Mino Guerrini falleció cerca de Rímini, Italia, a causa de una enfermedad incurable el 10 de enero de 1990. Siguiendo su voluntad, el anuncio de su muerte se efectuó el 12 de enero. Se celebró un funeral de carácter privado al día siguiente.

## Selección de su filmografía

### Director y guionista
- Extraconiugale (1964) (episodio "Il mondo è dei ricchi")
- Amore in 4 dimensioni (1964) (episodio "Amore e morte")
- L'idea fissa (1964) (episodios "L'ultima carta" y "Basta un attimo")
- Su e giù (1965)
- Il terzo occhio (1966) (como James Warren)
- Omicidio per appuntamento (1967)
- Gangster '70 (1968)
- Oh dolci baci e languide carezze (1969)
- Riuscirà l'avvocato Franco Benenato a sconfiggere il suo acerrimo nemico il pretore Ciccio De Ingras? (1971)
- ...Scusi, ma lei le paga le tasse? (1971)
- Gli altri racconti di Canterbury (1972)
- Von Buttiglione Sturmtruppenführer (1977)
- Cuando calienta el sol... vamos alla playa (1982)
- Le miniere del Kilimangiaro (1986)

### Director
- Colpo di sole (1968)
- Sicario 77, vivo o morto (1968)
- Quel negozio di Piazza Navona (miniserie televisiva, 1969)
- Decameron n° 2 - Le altre novelle del Boccaccio (1972)
- Un ufficiale non si arrende mai nemmeno di fronte all'evidenza, firmato Colonnello Buttiglione (1973)
- Le favolose notti d'oriente (1973)
- Il vero coraggio (miniserie televisiva, 1973)
- Il colonnello Buttiglione diventa generale (1974)
- Professore venga accompagnato dai suoi genitori (1974)
- Buttiglione diventa capo del servizio segreto (1975)
- Ragazza alla pari (1976)
- Vinella e Don Pezzotta (1976)

### Guionista
- L'attico, de Gianni Puccini (1962)

### Actor
- La rimpatriata, de Damiano Damiani (1963)
- Basta Guardarla, de Luciano Salce (1970)
- Professore venga accompagnato dai suoi genitori, de Mino Guerrini (1974)